# A temps complet
A temps complet (originalment en francès, À plein temps) és una pel·lícula dramàtica francesa del 2021 dirigida per Éric Gravel. S'ha doblat i subtitulat al català.

## Sinopsi
La Julie és una dona que corre. Mare soltera que lluita per criar els seus dos fills pel seu compte, viu al camp i treballa a París, com a cambrera en un palau. Els dies d'aquesta dona estant filmats com un thriller, una cursa contra el rellotge: aconseguirà agafar el metro, arribarà puntualment a l'escola, arribarà tard a la feina? Tot esdevé un suspens.
Interessada en un canvi de feina, ha de travessar la ciutat per a una entrevista de feina, però una vaga de transport urbà aquell mateix dia complica encara més la seva tasca.

## Repartiment
- Laure Calamy: Julie
- Anne Suarez: Sylvie
- Geneviève Mnich: Madame Lusigny
- Nolan Arizmendi: Nolan
- Sasha Lemaitre Cremaschi: Chloé
- Cyril Gueï: Vincent
- Lucie Gallo: Jeanne Delacroix
- Agathe Dronne: Sophie
- Dana Fiaque: Amina
- Olivier Faliez: Paul, el traginer
- Cyril Masson: arrendador de cotxe
- Romain Ogerau: passatger

## Premis
- Festival de Cinema de Venècia 2021:
  - Premi Orizzonti al millor director: Eric Gravel
  - Premi Orizzonti a la millor actriu: Laure Calamy
- Fai Persona Lavoro Ambiente Foundation Award (en el marc del Festival de Cinema de Venècia 2021) :
  - Menció especial al tema del treball.
- Tertio Millennio Film Fest 2021:[5]
  - Premi a la millor pel·lícula del jurat de qualitat[6]
- Festival Internacional de Cinema d'Uruguai 2021[7]
  - Premi a la millor pel·lícula de l'Associació Uruguaiana de la Crítica[8]
- Les Arcs Film Festival 2021
  - Premi d'interpretació per a Laure Calamy
  - Premi Cineuropa